# Ciclone-Klasse
Die Ciclone-Klasse war eine Klasse von sechzehn Torpedobooten der Königlich Italienischen Marine, die während des Zweiten Weltkriegs und teilweise danach zum Einsatz kamen.

## Geschichte
Die Schiffe waren eine vergrößerte Version der Orsa-Klasse mit verbesserter Stabilität und stärkerer Anti-U-Boot-Bewaffnung. Obwohl sie üblicherweise als Torpedoboote bezeichnet wurden, waren die Boote der Ciclone-Klasse von der Konstruktion her eher Geleitboote und wurden entsprechend überwiegend zur U-Boot-Abwehr eingesetzt.
Insgesamt wurden 16 Schiffe in den Jahren 1942 bis 1943 auf verschiedenen Werften in Italien gebaut, von denen 11 den Krieg nicht überstanden.

## Liste der Boote
|    | Name        | Bauwerft                                                           | Kiellegung         | Stapellauf         | Indienststellung   | Verbleib |
| -- | ----------- | ------------------------------------------------------------------ | ------------------ | ------------------ | ------------------ | --- |
| AR | Ardito      | Gio. Ansaldo & C., Genua                                           | 3. April 1941      | 14. März 1942      | 30. Juni 1942      | Kriegsbeute Deutschland: als TA 26 am 15. September 1944 westlich von La Spezia durch amerik. Schnellboote versenkt                                  |
| AM | Animoso     | Gio. Ansaldo & C., Genua                                           | 3. April 1941      | 15. April 1942     | 14. August 1942    | Kriegsbeute Sowjetunion am 16. März 1949 |
| AD | Ardente     | Gio. Ansaldo & C., Genua                                           | 7. April 1941      | 27. Mai 1942       | 30. September 1942 | gesunken 12. Januar 1943 |
| AZ | Ardimentoso | Gio. Ansaldo & C., Genua                                           | 7. April 1941      | 28. Juni 1942      | 14. Dezember 1942  | Kriegsbeute Sowjetunion am 28. Februar 1949 |
| CI | Ciclone     | Cantieri Riuniti dell' Adriatico, Triest                           | 9. Mai 1941        | 1. März 1942       | 21. Mai 1942       | gesunken am 8. März 1943 |
| FT | Fortunale   | Cantieri Riuniti dell' Adriatico, Triest                           | 9. Mai 1941        | 18. April 1942     | 16. August 1942    | Kriegsbeute Sowjetunion am 1. März 1949 |
| TF | Tifone      | Cantieri Riuniti dell' Adriatico, Triest                           | 17. Juni 1941      | 31. März 1942      | 11. Juli 1942      | selbstversenkt: 7. Mai 1943 |
| UR | Uragano     | Cantieri Riuniti dell' Adriatico, Triest                           | 17. Juni 1941      | 3. Mai 1942        | 26. Dezember 1942  | gesunken am 3. Februar 1943 |
| GP | Groppo      | Regio Cantiere di Castellammare di Stabia, Castellammare di Stabia | 18. Juni 1941      | 19. April 1943     | 31. August 1942    | gesunken am 25. Mai 1943 |
| MS | Monsone     | Regio Cantiere di Castellammare di Stabia, Castellammare di Stabia | 18. Juni 1941      | 7. Juni 1942       | 28. November 1942  | gesunken am 1. März 1943 |
| IM | Impavido    | Cantiere navale di Riva Trigoso, Riva Trigoso                      | 15. August 1941    | 24. Februar 1943   | 30. April 1943     | Kriegsbeute Deutschland: als TA 23 am 25. April 1944 westlich von Capri nach Minentreffer durch TA 26 versenkt                                       |
| IP | Impetouso   | Cantiere navale di Riva Trigoso, Riva Trigoso                      | 15. August 1941    | 20. April 1943     | 7. Juni 1943       | selbstversenkt: 11. September 1943 |
| GH | Ghibli      | Regio Cantiere di Castellammare di Stabia, Castellammare di Stabia | 30. August 1941    | 28. Februar 1943   | 24. Juli 1943      | selbstversenkt: 9. September 1943 |
| AS | Aliseo      | Regio Cantiere di Castellammare di Stabia, Castellammare di Stabia | 16. September 1941 | 20. September 1942 | 28. Februar 1943   | Kriegsbeute Jugoslawien 1949 |
| ID | Indomito    | Cantiere navale di Riva Trigoso, Riva Trigoso                      | 10. Januar 1942    | 6. Juli 1943       | 4. August 1943     | Kriegsbeute Jugoslawien 1949 |
| IT | Intrepido   | Cantiere navale di Riva Trigoso, Riva Trigoso                      | 31. Januar 1942    | 8. September 1943  | –                  | Kriegsbeute Deutschland: durch Kriegsmarine fertiggestellt, als TA 25 am 21. Juni 1944 südwestlich von Viareggio durch amerik. Schnellboote versenkt |

## Technische Beschreibung

### Rumpf
Der Rumpf eines Torpedobootes der Ciclone-Klasse war 87,75 Meter lang, 9,9 Meter breit und hatte bei einer Einsatzverdrängung von 1.651 Tonnen einen Tiefgang von 3,77 Metern.

### Antrieb
Der Antrieb erfolgte zwei ölbefeuerte Dampferzeuger – Kesseln des Yarrow-Typs – und zwei Tosi- oder Parsons-Getriebeturbinesätze mit denen eine Gesamtleistung von 16.000 PS (11.768 kW) erreicht wurde. Die Leistung wurde an zwei Wellen mit je einer Schraube abgegeben. Die Höchstgeschwindigkeit betrug 26 Knoten (48 km/h) und die maximale Fahrstrecke 1.400 Seemeilen (2.593 km) bei 25 Knoten, wofür 449 Tonnen Schweröl gebunkert werden konnten.

### Bewaffnung

#### Artillerie
Die Artilleriebewaffnung bestand aus zwei bis drei 10-cm-Geschützen in Kaliberlänge 47 von O.T.O. in handbedienten Einzellafetten mit Schilden.

#### Flugabwehr
Bei Indienststellung bestand die Flugabwehrbewaffnung aus acht 2-cm-Maschinenkanonen L/65 von Breda. Bedingt durch die starken alliierten Streitkräfte kam es zu einer Verstärkung der Abwehrbewaffnung gegen Flugzeuge.

#### Torpedos
Die Boote der Ciclone-Klasse verfügten über zwei Zwillingsfachtorpedorohrsätze im Kaliber 45,7 cm. Die Mitnahme von Reservetorpedos war nicht vorgesehen.

#### U-Jagdausrüstung
Zur U-Jagd verfügten die Boote über vier bis sechs Wasserbombenwerfern für bis zu 20 Wasserbomben.

## Besatzung
Die Besatzung hatte eine Stärke von 177 Mann.